# لیموکس
لیموکس (به انگلیسی: LiMux) نام پروژه‌ای است موفق که توسط شهر مونیخ برای مهاجرت از نرم‌افزارهای کد بسته و انحصاری مایکروسافت به نرم‌افزارهای آزاد و متن باز صورت گرفت. این نام همچنین نام توزیعِ لینوکسی است که برای این مهاجرت به کار گرفته شد. موفقیت کامل این پروژه در اواخر سال ۲۰۱۳ میلادی اعلام شد که شامل مهاجرت ۱۵۰۰۰ رایانه شخصی و لپ‌تاپ به نرم‌افزارهای آزاد و متن‌باز با استفاده از توزیع لینوکس لیموکس (یک توزیع بر پایه اوبونتو) به عنوان سیستم عامل و لیبره‌آفیس به عنوان نرم‌افزار اداری بود. این شهر اعلام کرد که علاوه بر به دست آوردن آزادی در زمینه انتخاب نرم‌افزار و افزایش امنیت، همچنین توانسته است ۱۱٫۷ میلیون یورو (۱۶ میلیون دلار) صرفه جویی کند.

## تغییر از لیموکس به‌ ویندوز
خبرها حاکی از آن است که شهر مونیخ از سال ۲۰۲۰، سیستم عامل بیش از ۲۰ هزار کامپیوتر را که بر اساس لینوکس کار می‌کنند به ویندوز ۱۰ تغییر خواهد داد. دلیل این کار مشکلات لینوکس و نرم افزارهای متن-باز نیست بلکه دلایل سیاسی ذکر شده است.